# Dublin Death Patrol
Dublin Death Patrol of simpelweg DDP is een Amerikaanse trashmetalband en is in 2006 opgericht door Chuck Billy van Testament & Steve "Zetro" Souza van Exodus.
DDP bestaat uit bandleden van onder andere Testament, Exodus & Laaz Rockit:
- Zang: Chuck Billy & Steve "Zetro" Souza
- Gitaar: Andy Billy, Greg Bustamante, John Hartsinck & Steve Robello
- Bas: Willy Lange, Eddie Billy & John Souza
- Drums: Danny Cunningham & Troy Luccketta

## Discografie
- DDP 4 Life (2007)
- Death Sentence (2012)